# Durvinha
Jovina Maria da Conceição Souto (Paulo Afonso, Bahia, 1915 — Belo Horizonte, 28 de junio de 2008) el pseudónimo de Durvalina Gomes de Sá conocida también como Durvinha. Fue la última sobreviviente mujer, e integrante del grupo de cangaceiros de Lampião y de Maria Bonita, sobreviviendo por más de setenta años, después de escapar de un ataque de la Policía de Alagoas, al grupo, el 28 de julio de 1938, usando desde ese episodio, el nombre falso. Falleció a consecuencia de un Accidente cerebrovascular.
Estaba casada con José Antônio Souto (nombre falso del cancageiro Moreno cuyo real nombre de bautismo era Antônio Ignácio da Silva), fallecido el 6 de septiembre de 2010.

## Honores
La historia de la pareja de Moreno y de Durvinha, se contará en el documental O Altar do Cangaço, dirigido por el cineasta cearense Wolney de Oliveira. Subsisten, en 2011 cuatro ex-cangaceiros: José Alves de Matos (Vinte e Cinco), Manoel Dantas (Candeeiro), Aristeia Soares de Lima, y Dulce. Todos con más de 90 años.